# Sunflower (альбом The Beach Boys)
Sunflower (с англ. — «Подсолнух») — шестнадцатый студийный альбом американской рок-группы The Beach Boys, выпущенный 31 августа 1970 года лейблом Reprise Records, их первом лейбле. Альбом получил положительные отзывы, но продавался плохо: за четыре недели он опустился на 151-е место в чартах США и стал самым низкорейтинговым альбомом The Beach Boys на тот момент. «Add Some Music to Your Day» был единственным синглом, попавшим в чарты США и достигшим 64-го места. В Великобритании альбом занял 29-е место в чартах.
Среди рабочих названий альбома были Reverberation, Add Some Music и The Fading Rock Group Revival. Запись началась в январе 1969 года и завершилась в июле 1970-го после годичных поисков нового контракта на запись. В отличие от альбома 20/20, в записи этого альбома активно участвовала вся группа, и все участники внесли значительный вклад в написание песен. Для альбома было написано около четырёх десятков песен, и лейбл отклонил множество вариантов трек-листа, прежде чем группа представила достаточно впечатляющий материал, который был признан подходящим для выпуска. В альбом вошли «This Whole World», одна из самых сложных песен Брайана Уилсона, «Forever», которая считается одной из лучших песен Денниса Уилсона, и «Cool, Cool Water» — песня, написанная во время работы над альбомом Smile.
Поклонники группы в целом считают Sunflower одним из их лучших альбомов после Pet Sounds. Он вошёл в несколько списков лучших альбомов всех времён, составленных критиками и слушателями, в том числе в список «500 величайших альбомов всех времён» журнала Rolling Stone за 2003 год. Трек «All I Wanna Do» позже был назван одним из ранних примеров дрим-попа. Многие песни, не вошедшие в альбом Sunflower, позже появились на последующих релизах The Beach Boys, в том числе в альбоме Surf’s Up (1971 г.) и сборнике Feel Flows (2021 г.).

## Предыстория и запись

### Январь — май 1969-го
Sunflower — это самая настоящая коллективная работа, которая у нас когда-либо была. Каждый из нас принимал активное участие в создании почти всех треков. Кто-то приходил в студию пораньше и записывал основу, а потом приходил кто-то другой и придумывал хорошую строчку или наложение.
В конце 1960-х годов популярность The Beach Boys была на самом низком уровне, а их культурный статус особенно ухудшился из-за их публичного образа, который не соответствовал «более тяжёлой» музыке их коллег. Новый альбом группы 20/20, выпущенный Capitol Records в феврале 1969 года, продавался лучше, чем их предыдущий альбом Friends (1968 г.). Однако они по-прежнему были обременены огромным долгом, который отчасти возник из-за двух провальных туров в 1968 году. Запись их следующего альбома началась в январе 1969 года. Продюсерами выступила вся группа, а также Брайан Уилсон, Карл Уилсон, Брюс Джонстон, Ал Джардин и Деннис Уилсон по отдельности. В течение года они записали около четырёх десятков студийных треков с рабочими названиями для нового альбома, среди которых были Reverberation, Sun Flower и Add Some Music.
12 апреля группа подала в суд на Capitol за невыплаченные гонорары и производственные издержки в размере 2 млн долларов (что эквивалентно 17,1 млн долларов в 2024 году). В заявлении для прессы по этому поводу они также объявили о возрождении своего лейбла Brother Records. 16 апреля A&R-директор Capitol Карл Энгеман составил письмо менеджеру группы Нику Грилло, в котором указал, что группа и лейбл по-прежнему заинтересованы в продлении контракта. Энгеман попросил группу подготовить новый альбом (тогда он был известен под рабочими названиями The Fading Rock Group Revival или Reverberation) к 1 мая. К установленному сроку были готовы только семь из десяти треков, поэтому альбом не вышел.
В 1969 году Брайан стал известен своей замкнутостью и эксцентричным поведением, что негативно сказалось на его репутации в музыкальной индустрии. Грилло изо всех сил пытался найти другой крупный лейбл, заинтересованный в подписании контракта с группой. Он вспоминал: «Брайан в то время был печально известен, и руководители лейблов считали группу слишком рискованной для подписания контракта». Поскольку The Beach Boys оставались очень популярными в Великобритании, Грилло попытался заключить международный контракт с европейской компанией. В первой половине 1969 года группа продолжала гастролировать и всё чаще выступала на благотворительных концертах в больницах и тюрьмах.

### Май — октябрь 1969-го
27 мая, за три дня до того, как группа отправилась в четырёхнедельный тур по Великобритании и Европе, Брайан сообщил музыкальной прессе, что средства группы истощились настолько, что они подумывают о том, чтобы объявить о банкротстве в конце года. Издание Disc & Music Echo назвало это «ошеломляющей новостью» и «огромным шоком для американской поп-сцены». В ответ Грилло заявил журналистам, что Брайан сказал неправду и что он «просто вас разыгрывает». Брайан выразил надежду, что успех предстоящего сингла «Break Away» решит финансовые проблемы группы. Он написал эту песню вместе со своим отцом и бывшим менеджером группы Мёрри Уилсоном. Песня была выпущена 16 июня вместе с би-сайдом «Celebrate the News», песней Денниса, и заняла 63-е место в чартах США и 6-е место в Великобритании. Тем летом Брайан сосредоточился на запуске магазина здорового питания Radiant Radish в Западном Голливуде.
С 30 мая по 30 июня The Beach Boys гастролировали с группами Paul Revere & the Raiders и Джо Хиксом. Их контракт с Capitol истёк 30 июня, когда должен был выйти ещё один альбом, после чего лейбл удалил каталог The Beach Boys из печати, фактически прекратив выплату роялти. С июля по октябрь студийная запись возобновлялась время от времени на фоне многочисленных рекламных выступлений.
The Beach Boys ожидали, что, поскольку к тому моменту они считались «легендарной группой», многие другие лейблы предложат им контракт, но этого не произошло. В течение июня группа встречалась с представителями берлинской компании Deutsche Grammophon, которые были заинтересованы в подписании контракта с группой, но высказывания Брайана в прессе в конечном счёте сорвали переговоры о контракте. Polydor Records, американский филиал Deutsche, также отказался подписывать контракт с группой, потому что компании не нравилась ни музыка группы, ни её участники. CBS и MGM также отвергли группу.
В августе «Семья Мэнсона» совершила убийства Тейт и Лабианка. По словам Джона Паркса, тур-менеджера группы, в голливудском сообществе было широко распространено подозрение, что за убийствами стоит Чарльз Мэнсон. Было известно, что Мэнсон был связан с The Beach Boys, из-за чего группа на какое-то время стала изгоем. В том же месяце Карл, Деннис, Майк Лав и Джардин искали постоянного замену Джонстону и обратились к зятю Карла Билли Хинше, который отклонил предложение, чтобы сосредоточиться на учёбе в колледже. В конце 1969 года (по некоторым данным, в августе или в ноябре) Мёрри Уилсон продал издательскую компанию Sea of Tunes (включая права на большинство песен Брайана) издательскому подразделению A&M Records за 700 тыс. долларов (6 млн долларов в 2024 году).

### Ноябрь 1969-го — июль 1970-го
По словам музыкального историка Кита Бэдмана, прорыв в сотрудничестве с Warner Bros. Records записи вызвали «огромное чувство оптимизма» и «замечательное количество нового материала», записанного в ноябре 1969 года. Он заявил, что группа, «включая временно обновлённого Брайана», подготовила материал с «максимально возможным количеством соавторов песен», поскольку они рассматривали «предстоящий альбом как пластинку, на которой можно добиться успеха». 18 ноября исполнительный директор Warner Мо Остин согласился подписать контракт с их дочерней компанией Reprise Records. Посредником в этой сделке выступил Ван Дайк Паркс, бывший коллега Брайана, который в то время работал руководителем отдела мультимедиа в Warner Music Group. Контракт, заключённый с Reprise, предусматривал активное участие Брайана в работе над всеми альбомами группы Другой частью сделки было возрождение лейбла Brother Records.
Незадолго до подписания контракта с Reprise группа накопила достаточно материала для нового альбома, который теперь назывался Sun Flower, и подготовила для лейбла предварительную запись из 14 песен. Эта запись была отклонена. Исполнительный директор Warner Bros. Дэйв Берсон вспоминал: «Мне казалось, что это отличная идея — сказать The Beach Boys: „Это не тот альбом, за который мы хотим платить“. По условиям контракта мы не имели права отклонять альбомы». Затем проект был переименован в Add Some Music с подзаголовком An Album Offering from the Beach Boys.
С 25 ноября по 7 декабря группа отправилась в свой седьмой и последний ежегодный тур в честь Дня благодарения по США. Бэдмен назвал его «мрачным прощанием» с десятилетием, «когда на некоторых концертах зрители с трудом набирали даже пару сотен человек», из-за чего большинство выступлений пришлось отменить. В ноябре «Семья Мэнсонов» была задержана полицией по подозрению в убийстве Тейт и Лабианка, и прежние связи семьи с Деннисом и The Beach Boys стали предметом внимания СМИ.
В феврале 1970 года группа представила свою версию альбома Add Some Music, но её снова отклонили. Компания посчитала, что предложенный альбом недостаточно хорош, хотя и решила выпустить два его трека в качестве сингла и попросила группу написать и записать новую партию песен. С февраля по июнь группа работала над наложением и перезаписью части нового материала. Ещё одна версия была отклонена в конце мая. Последние две песни альбома были закончены в июле: «Cool, Cool Water» и «It’s About Time». После сессии наложения «Cool, Cool Water» с участием синтезаторщика Берни Краузе 21 июля третий и последний мастер-диск Sunflower был отправлен в Warner.

## Песни

### Сторона первая

#### «Slip On Through»

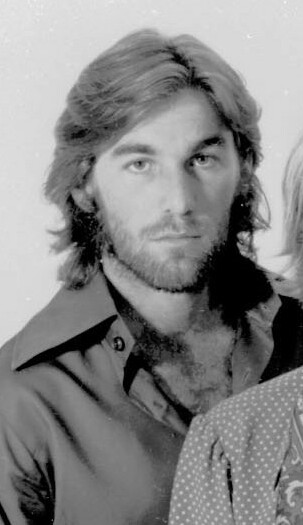
Деннис Уилсон начинает Sunflower с песни «Slip On Through», написанной им в соавторстве

«Slip On Through» была написана и исполнена Деннисом. Брайан вспоминал: «Это была очень динамичная песня. Я очень гордился Деннисом, потому что он действительно зажигательно исполнил её. Деннис проделал с ней действительно интересные энергичные трюки».

#### «This Whole World»
«This Whole World» была написана Брайаном, который сказал, что она «вдохновлена моей любовью к миру, к людям и к тому, что люди должны быть свободны». Карл исполняет ведущий вокал, а Брайан — бэк-вокал; их голоса были записаны путём двойного наложения, как это было принято для многих их записей. Жена Брайана Мэрилин и её сестра Дайан Ровелл также исполнили бэк-вокал. Позже Брайан спродюсировал версию этой песни для их группы American Spring, которая вошла в альбом Spring 1972 года. В качестве сольного исполнителя он снова вернулся к этой песне в альбоме I Just Wasn’t Made for These Times (1995 г.).

#### «Add Some Music to Your Day»
«Add Some Music to Your Day» — это песня, в тексте которой воспевается музыка и её повсеместное присутствие в повседневной жизни. Её написали Брайан, Майк Лав и их друг Джо Нотт, который не был профессиональным автором песен. Биограф Питер Эймс Карлин писал, что эта песня была «поп-фолк-композицией», которая «казалась идеальным заявлением о намерениях, с которого начиналось второе десятилетие группы, учитывая общий стиль хорового вокала, полноценные фоновые гармонии и простой текст».

#### «Got to Know the Woman»
«Got to Know the Woman» — песня в стиле R&B в исполнении Денниса с бэк-вокалом от приглашённых певиц. Уайт отметил, что это "одна из немногих песен группы, которую можно с чистой совестью назвать фанковой, а её звонкое диксиленд-пианино идеально дополняет грубую фривольность куплетов, в которых содержится непристойное обращение к объекту самых низменных фантазий.

#### «Deirdre»

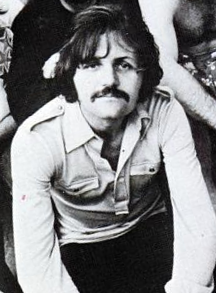
Брюс Джонстон написал песни «Deirdre» и «Tears in the Morning»

Авторами «Deirdre» были Брюс Джонстон и Брайан. Хотя Джонстон говорил, что Брайан внёс лишь незначительный вклад в текст и что он отдал ему 50 % прав на песню в качестве одолжения, историки музыки Эндрю Дж. Доу и Джон Тоблер в 2004 году написали, что песня была «создана на основе музыкальной темы, впервые использованной в „We’re Together Again“» — композиции 1968 года, авторами которой были Брайан Уилсон и певец Рон Уилсон (не родственник). Песня была названа в честь сестры одной из бывших девушек Джонстона и, по словам Уайта, представляет собой «прогулочную композицию, посвящённую идеализированной рыжеволосой богине; точечное использование флейт, а также пространственные методы фильтрации и сжатия в вокальных миксах придают треку небесное величие». В 1994 году песня была использована в качестве семпла в видеоигре EarthBound.

#### «It’s About Time»
«It’s About Time» — автобиографическая рок-песня о подводных камнях славы и известности. В основном она была написана Деннисом и приглашённым автором Бобом Берчманом (близким другом второй жены Денниса, Барбары), а соавторы Карл и Джардин вносили различные правки в процессе записи. Джардин сказал: «„It’s About Time“ — это песня, которую написали Карл, Деннис и я так в оригинале. Она хороша. Мне нравится её звучание. В основном это была работа Денниса, а я просто помогал с текстом. Трек записали Деннис и Карл». Уайт описывает эту песню как «комментарий к рок-самопожертвованию и самоискуплению, а также как принятие желаемого за действительное в отношении периодических личных проблем Брайана и Денниса Уилсонов».

### Сторона вторая

#### «Tears in the Morning»
«Tears in the Morning», написанная Джонстоном, — это мелодраматическая песня со струнными, валторнами и аккордеонами. Как написал автор рецензии для Disc & Echo после концерта в декабре 1970 года: «Должен признать, что песня имела оглушительный успех, так как была исполнена простым фортепианным голосом. Но если бы вы видели выражения лиц и слышали бормотание остальных участников группы, когда их уводили со сцены, то подумали бы, что Брюс оказался в собачьем положении!».

#### «All I Wanna Do»
«All I Wanna Do» — это насыщенная реверберацией песня Брайана Уилсона и Лава, которая первоначально была испробована во время сессий Friends. Ретроспективные комментаторы отмечают песню как один из самых ранних примеров чиллвейва — микрожанра, появившегося в 2000-х годах. Обсуждая песню в 1995 году, Брайан сказал: «Это была одна из тех песен, в которых был хороший набор аккордов, но я думаю, что это была скучная песня, и я подумал, что она написана неправильно. Я думал, что должно быть мягче, с полуакустическими гитарами».

#### «Forever»
«Forever» была написана Деннисом и его другом Греггом Джейкобсоном. Брайан назвал эту песню «самой гармоничной и красивой вещью, которую я когда-либо слышал. Это рок-н-ролльная молитва». Лав писал, что это «была самая известная баллада Денниса, поскольку она передавала искренние эмоции и блюзовую чувственность, которые он привносил в свой вокал».

#### «Our Sweet Love»
«Our Sweet Love» — это переработанная версия песни «Our New Home» из альбома Friends. Брайан прокомментировал: «Я написал это для Карла. После того как я написал песню, я сказал: „Эй, он мог бы хорошо её спеть“, — и отдал её Карлу». По словам Джардина, Брайан отказался заканчивать песню: «Мы с Брайаном закончили „Our Sweet Love“. Он просто не хотел её заканчивать. Так что мы ему помогли. Мы стали дополнять его идеи».

#### «At My Window»
«At My Window» — песня Брайана и Джардина о птицах на заднем дворе Брайана. Она появилась в результате переделки композиции «Raspberry, Strawberries» Уилта Холта, записанной группой The Kingston Trio. Слова написал Джардин. Он прокомментировал: «Наверное, это была одна из моих первых попыток привлечь других ребят. <…> Я смутно припоминаю, как писал эту песню, как Брюс её пел, а Брайан пытался говорить в ней по-французски. У неё был приятный тембр. К нам пришёл аккордеонист и сыграл несколько прекрасных мелодий».

#### «Cool, Cool Water»

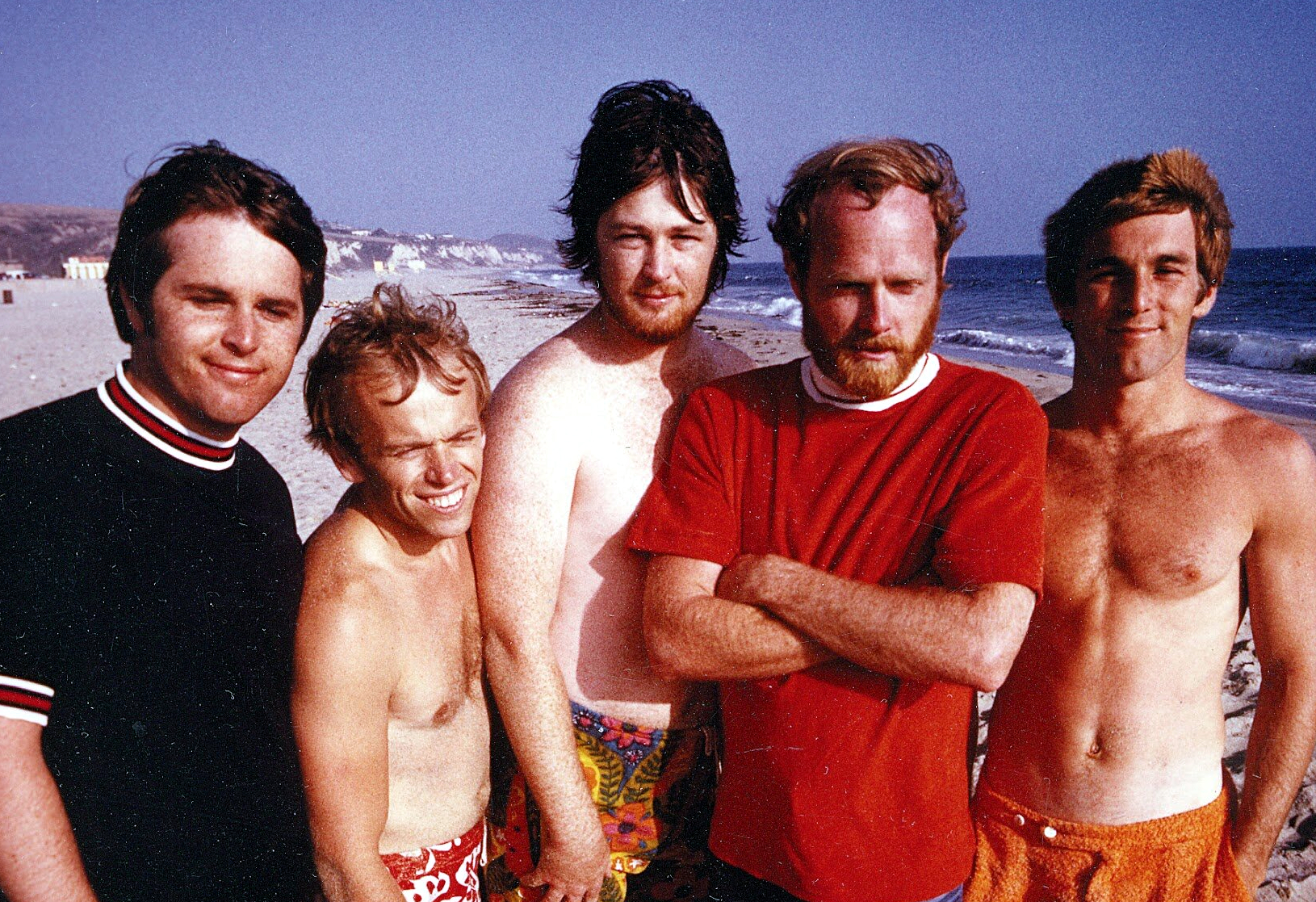
The Beach Boys в июле 1967 года, примерно в то время, когда они впервые попытались записать песню «Cool, Cool Water»

Песня «Cool, Cool Water» была создана на основе трека из альбома Smile «Love to Say Dada» и впервые прозвучала во время сессий 1967 года для альбомов Smiley Smile и Wild Honey. Ленни Варонкер, в то время отвечавший за работу с артистами и репертуаром в Warner Music Group, услышал незаконченную запись и убедил Уилсона закончить трек для альбома Sunflower. Уоронкер был настолько впечатлён вдохновляющей простотой песни, что отметил: «Если бы у меня когда-нибудь появилась возможность спродюсировать Брайана, я бы посоветовал ему сделать что-то, сочетающее в себе яркость „Good Vibrations“ и некоммерческую мягкость „Cool, Cool Water“». Позже Уилсон сказал: «В „Cool, Cool Water“ есть припев, который, как мне хотелось бы, мы не использовали. Всё сходится, но мне кажется, что здесь что-то не так».

### Невошедшее
Около трёх десятков песен не вошли в альбом Sunflower. Каждый участник группы, включая Брайана, написал для альбома множество песен. У одного только Брайана было материала на целый альбом, который он написал сам или в соавторстве. Среди них «Where Is She?» — песня Брайана, которая, по словам архивариуса группы Алана Бойда, напоминает «She’s Leaving Home» группы The Beatles. Он сказал: «Это один из тех случаев, когда, по воспоминаниям звукоинженера группы Стива Деспера, Брайану просто пришла в голову идея, и он написал эту песню с нуля». В 2013 году песня «Where Is She» была выпущена в составе бокс-сета Made In California. Песня «Take a Load Off Your Feet (Pete)», написанная Брайаном и Джардином в соавторстве со школьным другом Гэри Уинфри, вошла в следующий альбом группы Surf’s Up (1971 г.). Песня «Loop de Loop», написанная Брайаном, Карлом и Джардином, представляла собой переработанную Джардином версию «Sail Plane Song», которая была записана Брайаном и Карлом для альбома 20/20. В 1998 году Джардин завершил работу над песней для Endless Harmony Soundtrack, а оригинальный микс 1969 года был выпущен в составе бокс-сета Feel Flows в 2021 году. В первый сборник также вошла песня «Soulful Old Man Sunshine», записанная в соавторстве с Брайаном, Риком Хенном (бывшим лидером группы The Sunrays) и опытным аранжировщиком/продюсером Доном Ралке.
«Lady» была написана Деннисом, а струнную аранжировку сделал клавишник Дэрил Дракон. Позже эту песню рассматривали для включения в альбом Surf’s Up, но в итоге она не вошла в него. Вместо этого в декабре 1970 года Уилсон выпустил её на стороне «Б» сингла «Sound of Free» под псевдонимом «Dennis Wilson & Rumbo». «Good Time» была написана Брайаном и Джардином в соавторстве. В 1972 году American Spring записали версии песен «Lady» (с новым названием «Fallin' in Love») и «Good Time», в последней из которых новый вокал был наложен на оригинальный бэк-трек The Beach Boys, для их альбома Spring. В 1977 году оригинальная версия песни «Good Time» из альбома Sunflower была включена в альбом The Beach Boys Love You. В 1981 году была выпущена совместная работа Денниса и Грегга Джейкобсона «San Miguel» для сборника Ten Years of Harmony. Песня Джардин «Susie Cincinnati» была выпущена на стороне «Б» сингла «Add Some Music to Your Day» и вошла в альбом 1976 года 15 Big Ones.
«I Just Got My Pay» — это песня, в которой использована переработанная мелодия из композиции 1964 года «All Dressed Up for School». Обе песни вошли в бокс-сет 1993 года Good Vibrations: Thirty Years of the Beach Boysю «I’m Going Your Way» — это песня Денниса о том, как он подвозит автостопщиц и о возможном последующем половом акте, а «Carnival» (также известная как «Over the Waves») — это бессловесное вокальное исполнение стандарта «When You Are in Love (It’s the Loveliest Night of the Year)». Обе песни вошли в бокс-сет Feel Flows, выпущенный в 2021 году. Также были записаны «When Girls Get Together» (выпущена в 1980 году в альбоме Keepin’ the Summer Alive), «Games Two Can Play» (выпущена в 1993 году на бокс-сете Good Vibrations: Thirty Years of the Beach Boys), «Back Home» (версия, отличающаяся из альбома, выпущенного на 15 Big Ones), сольная фортепианная демо-версия «Til I Die» без вокала (позже была дописана для Surf’s Up), и клавишная версия песни The Beatles «You Never Give Me Your Money». Последние две записи были выпущены в составе бокс-сета Feel Flows в 2021 году.

## Выпуск
23 февраля 1970 года в качестве ведущего сингла была выпущена песня «Add Some Music to Your Day» (би-сайд «Susie Cincinnati»). Представители Reprise были в таком восторге от этой записи, что убедили розничных продавцов продать больше копий, чем у любого другого исполнителя в их каталоге. Таким образом, это была самая быстро продаваемая пластинка на 45 оборотов в истории лейбла. В марте Лав был госпитализирован после трёхнедельного голодания, во время которого он пил только воду, фруктовый сок и йогурт — в соответствии с учением Махариши Махеш Йоги. В этот период Брайан заменял Лава на гастролях. Он вспоминал: «Когда Майк Лав заболел, я поехал с группой в Сиэтл, Ванкувер и на северо-запад, чтобы дать несколько концертов. На первом концерте я несколько минут боялся — я давно не выступал перед таким количеством людей. Но когда он начал готовиться, я по-настоящему увлёкся. Думаю, это были лучшие три дня в моей жизни».
В апреле песня «Add Some Music to Your Day» достигла 64-го места в чартах США и продержалась там пять недель. Диджеи обычно отказывались ставить эту песню на радио. По словам промоутера группы Фреда Вейла, программный директор WFIL Джей Кук отказался ставить эту песню даже после того, как «рассказал мне, насколько хороши The Beach Boys и насколько хорош Брайан». 17 апреля группа в полном составе отправилась в свой первый крупный тур в этом году: четырёхнедельный тур по Новой Зеландии и Австралии. Среди музыкантов, выступавших на разогреве, были басист Эд Картер и клавишник Дэрил Драгон. Мёрри Уилсон также сопровождал группу в этом туре. Австралийский журнал Go Set сообщил, что следующий альбом группы будет называться Cool Water и что компания Emerald Films снимет цветной документальный фильм о туре, продюсером которого выступит Стив Тёрнер из BBC.
Ни один из других синглов альбома не попал в чарты США или Великобритании. Из-за плохой реакции на заглавный сингл Уорнер предложил группе воздержаться от названия нового альбома Add Some Music. В конце июня Брайан рассказал изданию Melody Maker, что подумывает о написании саундтрека к фильму Энди Уорхола о «серфингисте-гее». 29 июня в США вышел второй сингл «Slip On Through» (би-сайд «This Whole World»). В своих мемуарах 2016 года Лав написал, что «Warner/Reprise не знала, как позиционировать Sunflower» и что группа «думала о том, чтобы сократить наше название до „Beach“, но пришла к выводу, что так будет ещё хуже».
31 августа 1970 года альбом Sunflower был выпущен в США лейблом Brother/Reprise. В то время Брайан сказал журналу Rolling Stone: «Думаю, мы выбросили как минимум одну хорошую песню из Sunflower. В целом пластинка хорошая, но она не доставляет мне такого удовольствия, как хотелось бы. <…> Но в целом, при хорошей ротации на радио, пластинка должна пойти очень хорошо». Альбом стал самым малотиражным на сегодняшний день для The Beach Boys, заняв 151-е место в чартах США за четыре недели. Его провал отчасти объясняется тем, что диджеи FM-радиостанций, транслирующих рок-музыку, сочли песни слишком традиционными для своих плейлистов. Биограф Дэвид Лиф писал, что показатели продаж сильно разочаровали The Beach Boys и особенно сильно повлияли на Брайана: «Вдобавок к старым, незаживающим ранам, он получил ещё одну травму, с которой не мог справиться до 1976 года».
В Великобритании альбом Sunflower был выпущен в ноябре 1970 года на лейбле Stateside Records и занял 29-е место в чартах. Британский отраслевой журнал сообщил: «Альбом вышел меньше недели назад, но, по данным EMI Records, уже стал их самой популярной записью за всю историю» Однако альбом продолжал продаваться плохо. 21 октября 1970 года и в марте 1971 года вышли ещё два сингла в США: «Tears in the Morning» (би-сайд «It’s About Time») и «Cool, Cool Water» (би-сайд «Forever»). Первый из них был выпущен в ноябре 1970 года как единственный сингл в Великобритании.

## Отзывы критиков

### Первоначальные обзоры
Несмотря на низкие продажи, альбом Sunflower получил высокую оценку критиков в США и Великобритании. В своей рецензии для Rolling Stone Джим Миллер назвал его «без сомнения, лучшим альбомом The Beach Boys за последнее время, стилистически последовательным проявлением силы», но при этом отметил: «Это заставляет задуматься, слушает ли кто-нибудь ещё их музыку, или ему на неё наплевать». После рецензии Миллера несколько других американских журналов опубликовали положительные оценки, но, как пишет Бэдман, «Ущерб, нанесённый их неявкой на поп-фестиваль в Монтерее в 1967 году, кажется необратимым среди тех, кто формирует общественное мнение о рок-музыке».
Роберт Кристгау из The Village Voice сказал, что альбом Sunflower, записанный The Beach Boys в период взросления, «гораздо приятнее, чем мог бы быть Smile». Он добавил, что в их музыке 1960-х годов сохранилась «та же умеренно честная чувствительность» и дух Южной Калифорнии, «только теперь они поют о распавшихся браках и радости жизни. И всё равно было очень весело». В английской музыкальной прессе многие критики сравнивали этот альбом с Sgt. Pepper’s Lonely Hearts Club Band группы The Beatles.

### Ретроспективные оценки и наследие
| Оценки критиков                                   | Оценки критиков |
| Источник                                          | Оценка          |
| ------------------------------------------------- | --------------- |
| AllMusic                                          | [ 103 ]         |
| Blender                                           | [ 104 ]         |
| Christgau's Record Guide                          | A−              |
| Entertainment Weekly                              | B+              |
| Encyclopedia of Popular Music                     | [ 107 ]         |
| MusicHound Rock                                   | 3.5/5           |
| Pitchfork Media (Переиздание Sunflower/Surf's Up) | 8.9/10          |
| The Rolling Stone Album Guide                     | [ 110 ]         |
| Sputnikmusic                                      | 5/5             |

Поклонники в целом считают Sunflower лучшим альбомом The Beach Boys после Pet Sounds. Хефнер Маколи из Pitchfork Media назвал Sunflower «возможно, самым сильным альбомом, выпущенным ими после Pet Sounds», а Крис Холмс из Popdose заявил, что «это лучший альбом The Beach Boys после Pet Sounds». Брайан Чидестер из Paste написал, что альбом «во многих отношениях был их версией Abbey Road — роскошной постановкой, которая ознаменовала конец 1960-х, десятилетия, подарившего им творческий полёт». Музыкальный теоретик Дэниел Харрисон назвал Sunflower завершением эпохи экспериментального написания песен и продюсирования для группы, которая началась с альбома Smiley Smile 1967 года.
В своих мемуарах, опубликованных в 2016 году, Лав признал, что Sunflower был «чертовски хорош <…> Я также знаю, что у нас есть поклонники, которые ценят этот альбом, как никто другой». Биограф Уилсона Кристиан Матихас-Мекка заявил, что альбом стал лучшим достижением группы со времён Pet Sounds, и сказал, что он «продемонстрировал больше, чем любой другой альбом The Beach Boys до или после, что шесть участников мог бы работать демократично и создавать песни по-настоящему глубокие». В своей статье для The Beach Boys and the California Myth (1978 г.) Дэвид Лиф охарактеризовал работу как «первый альбом, который по уровню продюсирования может приблизиться к Pet Sounds, что отчасти является результатом прекрасной работы студийного инженера Стива Деспера. Гармония в звучании The Beach Boys была такой, какой её не было со времён Summer Days… и это, пожалуй, была самая искренняя групповая работа за всю историю, ведь она стала демонстрацией талантов всех участников группы». Питер Эймс Карлин подытожил: 

Несмотря на то, что они переживали не лучшие годы в своей коммерческой и личной жизни, группа выпустила сборник песен, в которых их утопические фантазии были перенесены в современный контекст для взрослых. Индивидуальные голоса участников группы звучали как никогда ярко, но радуга их личностей по-прежнему сливалась в единое звучание, которое было приятным, удивительно сексуальным и, как всегда, музыкально изобретательным.
Sunflower занял 380-е место в списке «500 величайших альбомов всех времён» по версии журнала Rolling Stone (2003 г.), 66-е место в списке «100 лучших альбомов всех времён» по версии The Guardian (1997 г.), и 449-е место в списке «1000 лучших альбомов всех времён» по версии Колина Ларкина (2000 г.). В своём обзоре на ремастер-версии альбома 2000 года Кит Фиппс из The A.V. Club сказал, что Sunflower «представляет собой одну из самых последовательных и прекрасных подборок музыки The Beach Boys», а лучшие песни написаны Брайаном. Ноэль Мюррей из The A.V. Club написал, что альбом мог бы стать одним из лучших в мире — это можно интерпретировать как реакцию группы на «волну „саншайн-поп“ и „бабблгам“, которые появились за последние пару лет, показав, что никто не может писать и записывать такие гладкие, мелодичные, пропитанные гармонией песни, как The Beach Boys».
Среди участников группы Брюс Джонстон позже назвал Sunflower своим любимым альбомом группы. В 1970-х он считал его последним настоящим альбомом The Beach Boys, потому что в нём в последний раз участвовал Брайан. Тем не менее он сожалел о том, что в альбом вошли две его песни, говоря, что «Tears in the Morning» была «слишком попсовой» и что «лучше бы я не записывал „Deirdre“ с группой». Брайан, напротив, сказал, что «Deirdre» была «одной из моих самых любимых песен», а «Tears in the Morning» была «прекрасной» В буклете альбома 2000 года было написано, что он «объясняет непреходящую популярность Sunflower <…> „духовной любовью“ к музыке».

## Список композиций

### Оригинальное издание
| №                   | Название                     | Автор(ы)                                            | Ведущий вокал                                                    | Длительность |
| ------------------- | ---------------------------- | --------------------------------------------------- | ---------------------------------------------------------------- | ------------ |
| 1.                  | «Slip On Through»            | Деннис Уилсон, Грегг Якобсон                        | Деннис Уилсон                                                    | 2:20         |
| 2.                  | «This Whole World»           | Брайан Уилсон                                       | Карл Уилсон                                                      | 1:58         |
| 3.                  | «Add Some Music to Your Day» | Брайан Уилсон, Джо Нотт, Майк Лав                   | Майк Лав, Брюс Джонстон, Карл Уилсон, Брайан Уилсон и Ал Джардин | 3:37         |
| 4.                  | «Got to Know the Woman»      | Деннис Уилсон, Грегг Якобсон                        | Деннис Уилсон                                                    | 2:44         |
| 5.                  | «Deirdre»                    | Брюс Джонстон, Брайан Уилсон                        | Брюс Джонстон, Брайан Уилсон                                     | 3:30         |
| 6.                  | «It's About Time»            | Деннис Уилсон, Карл Уилсон, Боб Бёрчман, Ал Джардин | Карл Уилсон, Майк Лав                                            | 2:59         |
| Общая длительность: | Общая длительность:          | Общая длительность:                                 | Общая длительность:                                              | 17:07        |

| №                   | Название               | Автор(ы)                               | Ведущий вокал                | Длительность |
| ------------------- | ---------------------- | -------------------------------------- | ---------------------------- | ------------ |
| 1.                  | «Tears in the Morning» | Брюс Джонстон                          | Брюс Джонстон                | 4:11         |
| 2.                  | «All I Wanna Do»       | Брайан Уилсон, Майк Лав                | Майк Лав                     | 2:37         |
| 3.                  | «Forever»              | Деннис Уилсон, Грегг Якобсон           | Деннис Уилсон                | 2:42         |
| 4.                  | «Our Sweet Love»       | Брайан Уилсон, Карл Уилсон, Ал Джардин | Карл Уилсон                  | 2:41         |
| 5.                  | «At My Window»         | Ал Джардин, Брайан Уилсон              | Брюс Джонстон, Брайан Уилсон | 2:32         |
| 6.                  | «Cool, Cool Water»     | Брайан Уилсон, Майк Лав                | Брайан Уилсон, Майк Лав      | 5:05         |
| Общая длительность: | Общая длительность:    | Общая длительность:                    | Общая длительность:          | 19:48        |

Примечания
- Интернациональная версия пластинки содержала песню «Cottonfields» в качестве первого трека на первой стороне[123].
- Автором «Slip On Through» и «Got to Know the Woman» в титрах изначально был записан только Деннис Уилсон. После согласований связанных с имуществом Уилсона в 2021 году в титрах было официально добавлено имя Грегга Якобсона как соавтора[124].

### Reverberation
В середине записи Sunflower группа записала альбом для Capitol Records, в который вошли несколько треков, которые позже были помещены на Sunflower. У альбома было рабочее название Reverberation. Несмотря на то, что была записана мастер-запись песен (датированная 19 июня 1970 года), этот альбом так и не был выпущен. Вместо этого они выполнили свой контракт, выпустив в мае 1970 года альбом Live in London. Все следующие треки были официально выпущены в последующие годы.
| №   | Название                                 | Длительность |
| --- | ---------------------------------------- | ------------ |
| 1.  | «Cottonfields» (Single Version)          |              |
| 2.  | «Loop de Loop»                           |              |
| 3.  | «All I Wanna Do»                         |              |
| 4.  | «Got to Know the Woman» (Mono Mix)       |              |
| 5.  | «When Girls Get Together» (Instrumental) |              |
| 6.  | «Break Away»                             |              |
| 7.  | «San Miguel»                             |              |
| 8.  | «Celebrate the News»                     |              |
| 9.  | «Deirdre»                                |              |
| 10. | «The Lord's Prayer» (Duophonic Remix)    |              |
| 11. | «Forever»                                |              |

### Feel Flows
В 2021 году расширенные версии Sunflower и Surf’s Up были выпущены в рамках бокс-сета Feel Flows, который включает в себя основные моменты сессий, отрывки и альтернативные миксы из двух альбомов.

## Участники записи[1]
The Beach Boys
- Ал Джардин — второй тенор/баритон, вокал, гитара, клавишные
- Брюс Джонстон — второй тенор/первый тенор, вокал, бас-гитара, Rocksichord, фортепиано, клавишные
- Майк Лав — бас-вокал, клавишные
- Брайан Уилсон — первый тенор-вокал, фортепиано, Rocksichord, игрушечное пианино, орган, синтезатор Moog, щелчки пальцами
- Карл Уилсон — второй тенор, вокал, электрогитара, акустическая гитара, Чемберлин, бас-гитара, Rocksichord, электрический ситар, клавинет, клавишные, дополнительная перкуссия
- Деннис Уилсон — баритон/бас-вокал, фортепиано, гитара, барабаны, бонго, щелчки пальцами, ковбелл (в титрах не указано), тамбурин

Гастрольные музыканты
- Эд Картер — гитара
- Дэрил Драгон — орган, вибрафон, механическое пианино, электрический клавесин, трубчатые колокольчики, оркестровые колокола, бас-гитара
- Деннис Драгон — барабаны, конги, ковбеллы, тимбалы

Приглашённые музыканты
- Кэрни Уилсон — бэк-вокал (в песне «At My Window»)

Дополнительные сессионные музыканты
- Джулия Тиллман — бас-гитара, бэк-вокал
- Кэролин Уиллис — бэк-вокал
- Эдна Райт — бэк-вокал
- Дэвид Коэн — гитара
- Джерри Коул — гитара
- Эл Кейси — гитара
- Рональд Бенсон — гитара, мандолина
- Майк Энтони — электрогитара
- Джеймс Бёртон — акустическая гитара
- Джейк Конрад — гитара, бас-гитара
- Рэй Полман — шестиструнная бас-гитара, бас-гитара
- Джо Осборн — бас-гитара
- Джимми Бонд — контрабас, электро-бас
- Лайл Ритц — бас-гитара
- Морт Кланфер — бас-гитара
- Лэрри Нечтел — фортепиано
- Майк Мелвойн — фортепиано
- Джин Эстес — барабаны, колокольчики, глокеншпиль, шейкер
- Джон Герин — барабаны
- Эрл Палмер — ударные
- Хэл Блейн — ударные
- Фрэнк Кэпп — тамбурин, литавры
- Стэн Леви — бас-барабан, ковбелл
- Джон Аудино — труба
- Тони Терран — труба
- Карл Фортина — французская гармошка
- Игорь Хорошевски — виолончель
- Ред Родс — педальная слайд-гитара
- Пол Бивер — синтезатор Moog
- Джей Мильори — флейта
- Дэвид Шерр — флейта
- Бернард Краузе — синтезатор Moog
- Анатоль Камински — скрипка
- Сэм Фрид — скрипка
- Марвин Лимоник — скрипка
- Дэвид Фризина — скрипка
- Джордж Каст — скрипка
- Натан Капрофф — скрипка
- Александр Мюррей — скрипка
- Дороти Уэйд — скрипка
- Спиро Стамос — скрипка
- Рой Танабе — скрипка
- Шери Зипперт — скрипка
- Джей Розен — скрипка
- Виргиния Маевски — альт
- Роберт Островски — альт
- Элвин Динкин — альт
- Аллан Харстиан — альт
- Эдгар Люстгартен — виолончель
- Эйб Любофф — смычковый контрабас

Производственный персонал
- Стивен Деспер — главный инженер и микшер, синтезатор Moog, волновые эффекты, дополнительный вокал (в титрах не указан)
- Билл Лазарус — дополнительный инженер («Got to Know the Woman»)
- Док Сигел — дополнительный инженер («Deirdre», «All I Wanna Do», «Forever»)
- Джим Локерт — дополнительный инженер («Cool, Cool Water»)
- Билл Халверсон — дополнительный инженер («Cool, Cool Water»)
- Риччи Мартин — фото для обложки
- Эд Трэшер — арт-директор, фотограф

## Чарты
| Чарт (1970—1971 гг.)             | Позиция в чарте |
| -------------------------------- | --------------- |
| Канада (RPM Top Albums/CDs)      | 79              |
| Нидерланды (Album Top 100)       | 10              |
| Великобритания (UK Albums Chart) | 29              |
| США (Billboard 200)              | 151             |

| Чарт (1971 г.)               | Позиция в чарте |
| ---------------------------- | --------------- |
| Dutch Albums (Album Top 100) | 73              |